# (187) Lamberta
(187) Lamberta es un asteroide que forma parte del cinturón de asteroides y fue descubierto por Jérôme Eugène Coggia el 11 de abril de 1878 desde el observatorio de Marsella, Francia.
Está nombrado en honor del astrónomo alemán de origen francés Johann Heinrich Lambert (1728-1777).

## Características orbitales
Lamberta está situado a una distancia media de 2,729 ua del Sol, pudiendo acercarse hasta 2,072 ua. Tiene una inclinación orbital de 10,59° y una excentricidad de 0,2408. Emplea 1646 días en completar una órbita alrededor del Sol.